# Municipio de Bokpyin
El municipio de Bokpyin (birmano: ဘုတ်ပြင်းမြို့နယ်) es un municipio de Birmania perteneciente al distrito de Kawthaung de la región de Tanintharyi. Su capital es Bokpyin. En 2014 tenía 81 718 habitantes.
El municipio, con una extensión de 6651 km², se ubica en la mitad septentrional del distrito, sobre la costa del mar de Andamán, comprendiendo tanto una parte continental como un conjunto de islas del archipiélago de Mergui. En su parte continental limita al norte con el municipio de Kyunsu y con el municipio de Tanintharyi y al sur con el municipio de Kawthaung, mientras que al este es fronterizo con Tailandia. En su parte insular, pertenecen a este municipio islas como Kanmaw Kyun, Letsok-aw Kyun y Lanbi Kyun, entre otras muchas de menor tamaño. Además de Bokpyin, otras localidades importantes son Karathuri, Hangapru y Hankadin.